# Bominaco
Bominaco  ist eine Fraktion der italienischen Gemeinde Caporciano in der Provinz L’Aquila, Region Abruzzen.

## Geografie
Der Ort liegt etwa 1,5 km südwestlich von Caporciano und etwa 30 km südöstlich von L’Aquila entfernt am Rand der Hochebene von Navelli oberhalb des Anterno-Tals auf einer Höhe von 974 m s.l.m.

## Geschichte
Bominaco entwickelte sich als befestigter Ort um die Benediktinerabtei Mamenacus herum. Die Ursprünge der Abtei reichen nachweislich bis in das 10. Jahrhundert zurück. Es wurde in der ersten Hälfte des 15. Jahrhunderts im Krieg zwischen dem Haus Anjou und den Aragoniern geplündert und teilweise zerstört, und schließlich im 18. Jahrhundert aufgelöst. Von der ehemaligen Abtei sind zwei Kultgebäude, die Kirche Santa Maria Assunta und das Oratorium San Pellegrino erhalten geblieben.

## Sehenswürdigkeiten
- Kirche S. Maria Assunta (10. Jahrhundert)
- Oratorium S. Pellegrino (13. Jahrhundert) aufgrund der zahlreichen Fresken 1902 zum Nationalmonument erklärt worden
- Ruine des Castello di Bominaco (12.–13. Jahrhundert)

## Kanzel der Kirche S. Maria Assunta
Die Kanzel der Kirche S. Maria Assunta stammt aus dem Jahr 1180. Nach Otto Lehmann-Brockhaus, der einen umfangreichen Aufsatz über die Kanzeln der Kirchen in den Abruzzen verfasst hat, stellt die Kanzel einen "Höhepunkt abruzzesischer Kunst" dar. Am Architrav finde sich etwa eine "frei antikisierende Girlande", die ein "unerhört freies Spielen mit Formen" zeige.

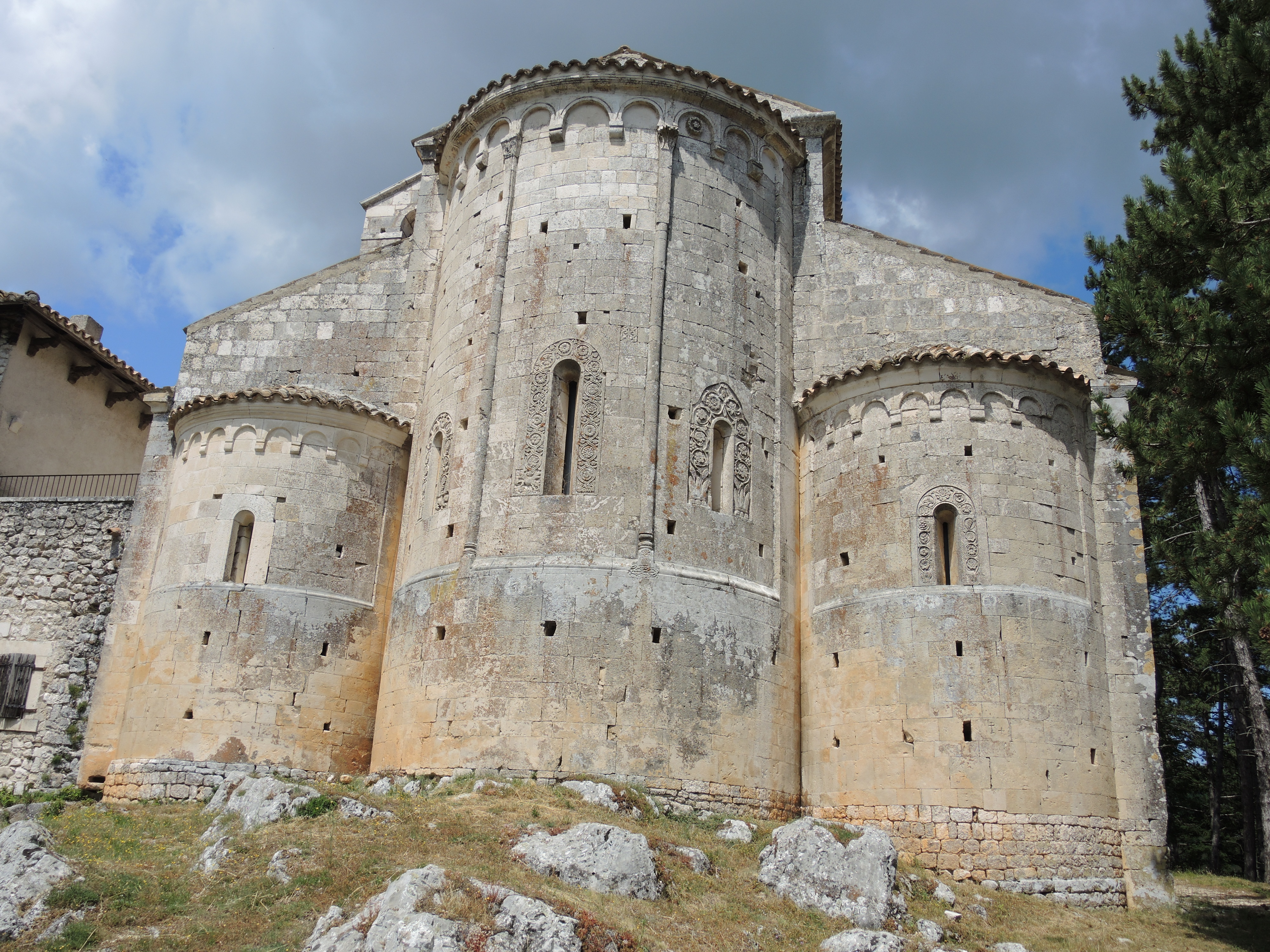
Apsis Santa Maria Assunta
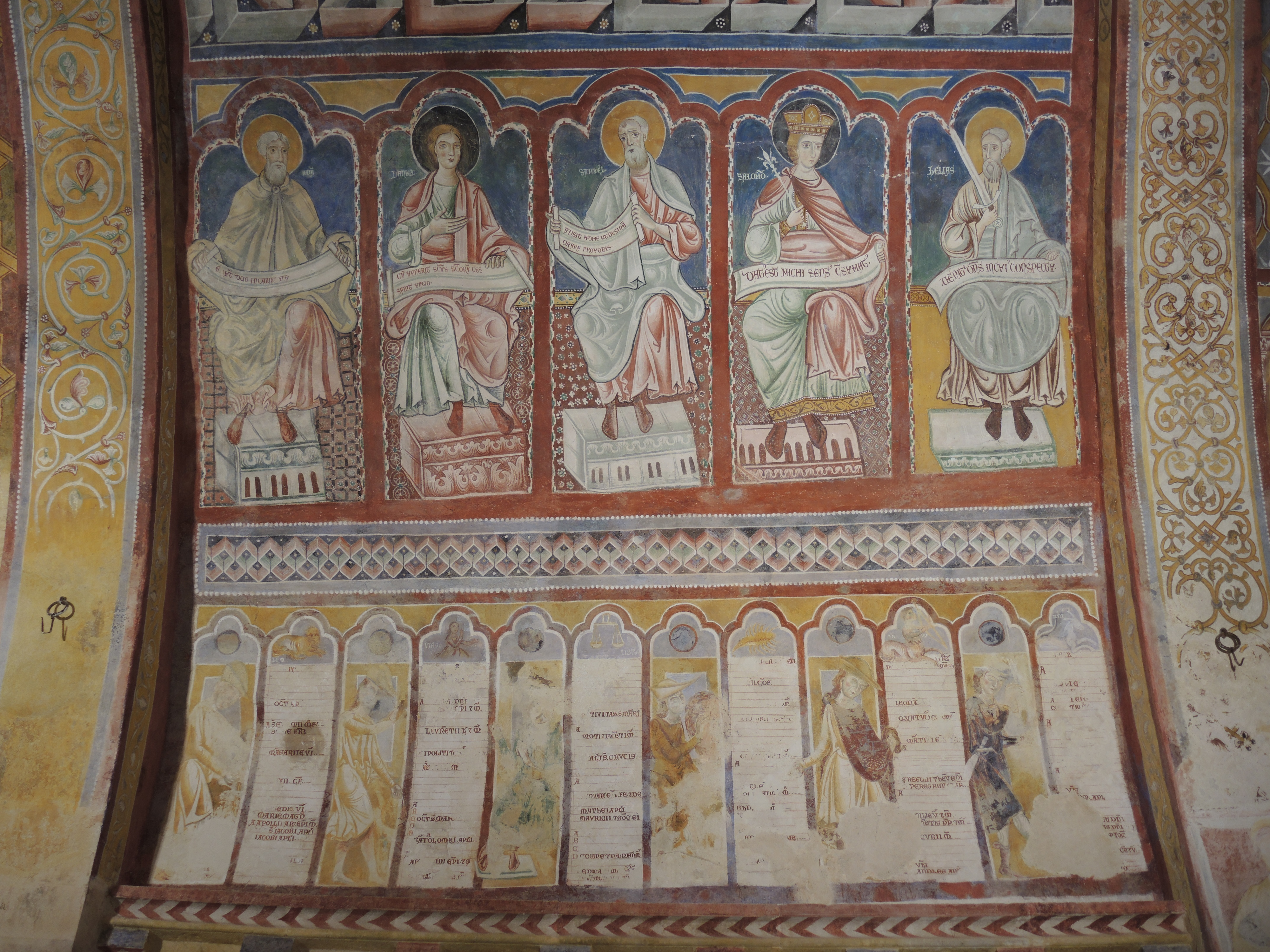
Oratorium San Pellegrino,  Calendario Bominacese
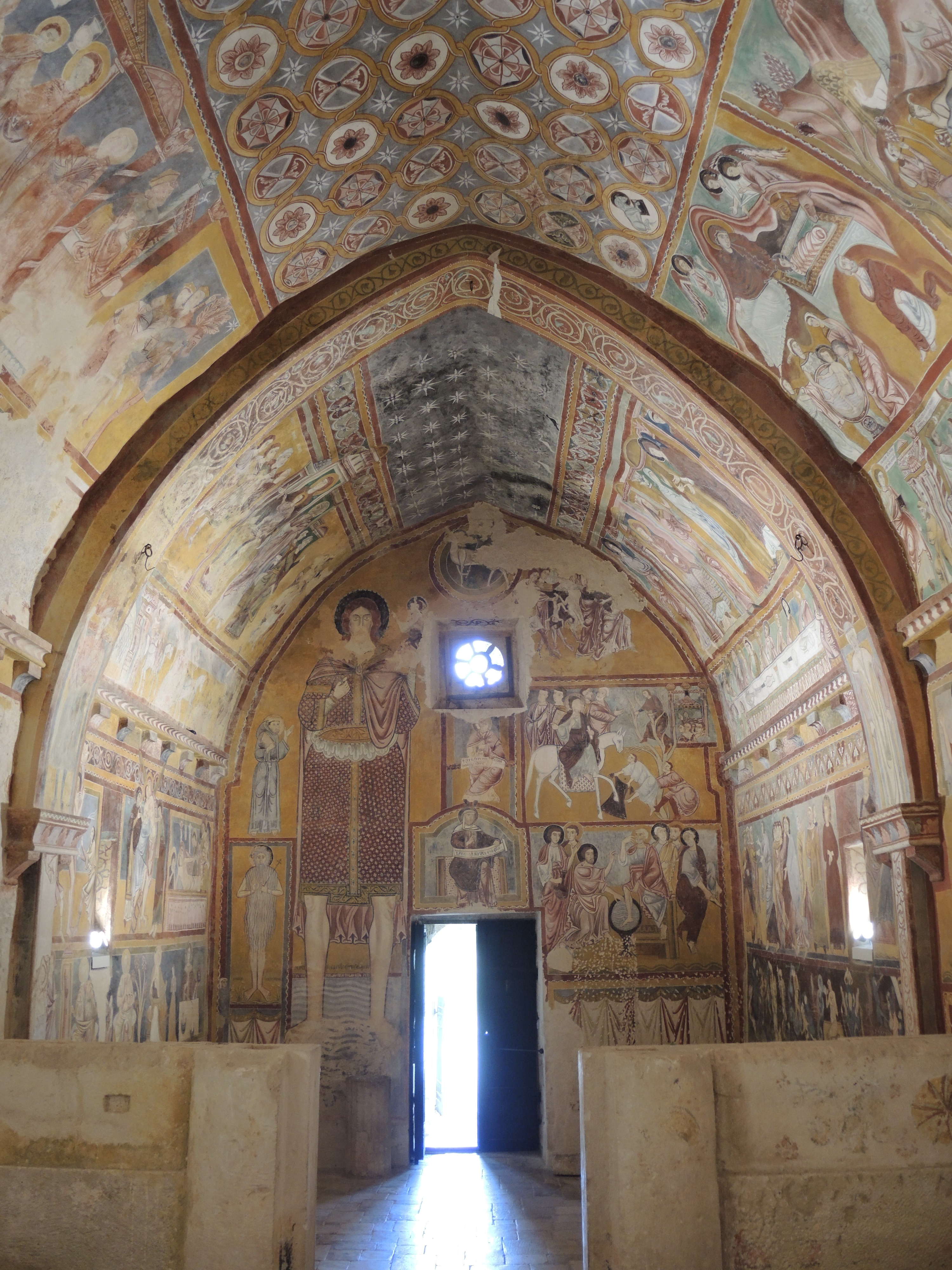
Oratorium San Pellegrino, Eingangsbereich
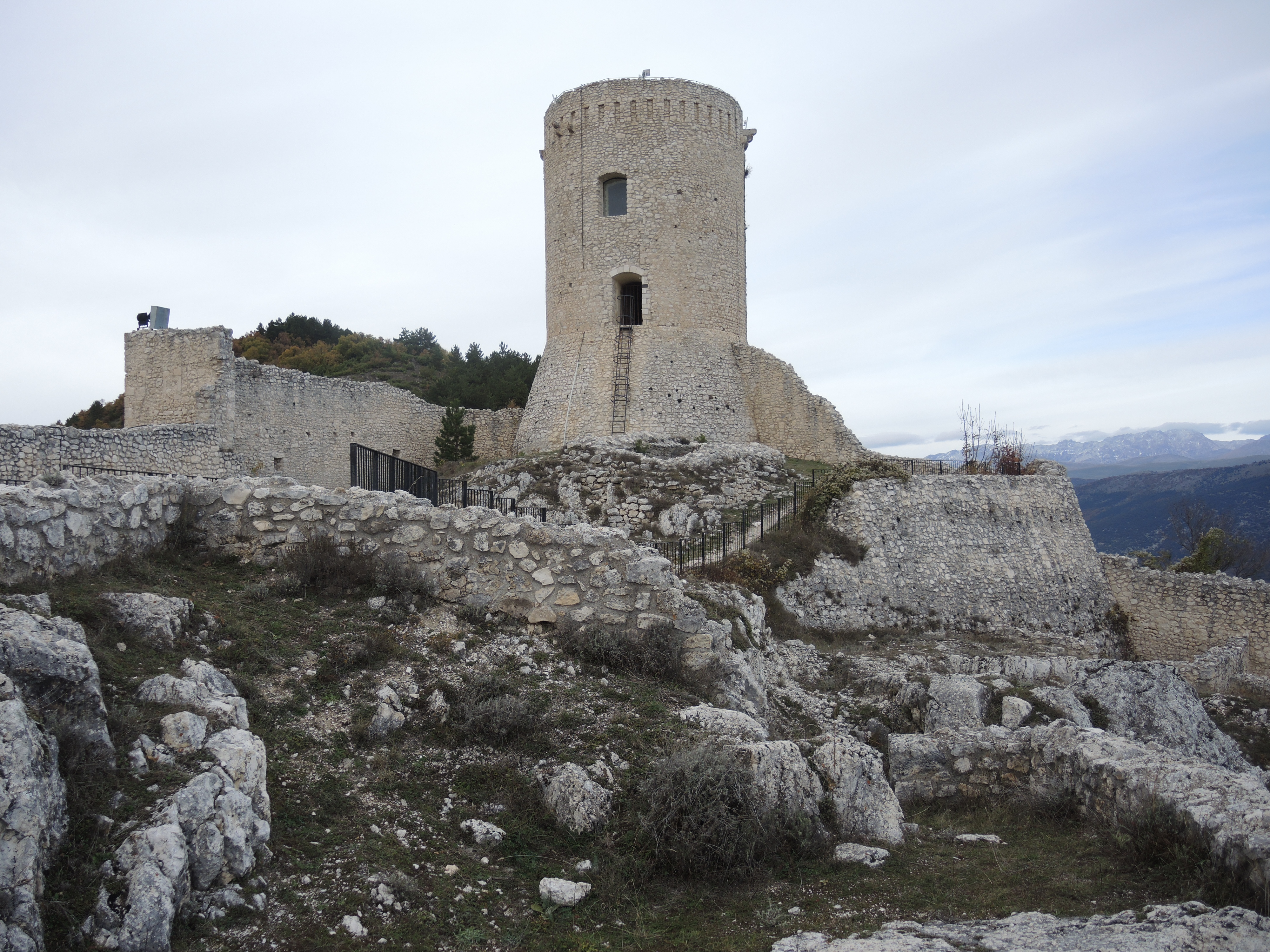
Castello di Bominaco